# 手形支払書類渡し
手形支払書類渡し（てがたしはらいしょるいわたし、D/P = Documents against Payment）とは、荷為替手形を利用した貿易決済方法のひとつである。輸入者が銀行に代金を支払うことにより、船積書類を入手し、貨物を受け取ることができるという方法。
支払い方法には以下の二種類がある。
一覧払い (At Sight Bill)
銀行により呈示されたときに、輸入者が即時支払う。D/P at sightなどの表示がある。
期限付き手形 (Usance Bill)
輸入者が代金を支払った時点で船積書類が引き渡される。D/P xx days after sightなどの表示がある。
D/P決済は、銀行による保証がないことから、信用状取引に比べてリスクを伴う。このため、D/P決済は、現地子会社など信用に問題のない相手と行うか、そうでない場合は貿易保険（輸出手形保険）を付保するなどの措置をとる。